# Петруш Кафадаров
Петруш Кафадаров е български революционер, войвода на Вътрешната македоно-одринска революционна организация.

## Биография
Кафадаров е роден в гевгелийското село Пирава, тогава в Османската империя, днес в Северна Македония. Кафадаров принадлежи към Църквата на съединените с Рим българи. Влиза във ВМОРО и става пиравски войвода на организацията.
На 8 януари 1906 година гръцка андартска чета, начело с войводата Амедалия, напада Пирава и ранява трима и убива осем души, между които и Кафадаров.